# Femmes et Hommes en Église
Femmes et Hommes en Église est un groupe de chrétiennes et chrétiens féministes fondé en 1970 à la fois en France et en Belgique. Il a pour but le partenariat évangélique entre femmes et hommes et le développement de la parité dans l'Église et la société. 
En 2011, l'association française s'est dissoute pour créer une association commune avec Droits et Libertés dans les Églises (DLE), sous le nom de Femmes et Hommes Égalité, Droits et Libertés dans les Églises et la Société - FHEDLES. 
En avril 2024, FHEDLES annonce sa dissolution.

## Présentation
Femmes et Hommes en Église (FHE), créé à Bruxelles et Paris en 1970 par des femmes et des hommes catholiques critiques dans le but de modifier de l'intérieur la sacralité du pouvoir masculin et la naturalisation des rôles de sexe au sein de l'église.  
Des catholiques des décennies précédentes avaient tenté d’intégrer le féminisme à leur foi chrétienne : « Il est temps de démontrer que non seulement on peut être féministe bien que catholique, mais féministe parce que catholique ». FHE, elle, entreprit plus radicalement de redécouvrir la foi chrétienne grâce au féminisme : « Le fait que nous chrétiennes reconnaissions dans cette libération la promesse contenue dans la Bonne Nouvelle, ne nous sépare en rien de nos autres sœurs féministes. Nous ne sommes pas féministes parce que chrétiennes, mais plutôt chrétiennes parce que féministes ! » L’Église institutionnelle se raidissant dans l’exclusion des femmes, le message du Christ étant obscurci et rendu non crédible par le sexisme structurel de l’Église, FHE accrut sa distance critique en 1993 en remplaçant le nom « Femmes et Hommes dans l’Église » par « Femmes et Hommes en Église ».
L’association mène un travail de conscientisation des chrétiens et chrétiennes par ses prises de positions publiques, la publication régulière de bulletins d’informations internationales, des conférences et des colloques. En 2003, FHE accroît la dimension scientifique de son travail en créant l’unité de recherche et documentation Genre en Christianisme (GC) pour l’étude de la construction religieuse du genre et sa transformation. Doté d’un conseil scientifique, GC organise des cycles de conférences universitaires et gère un fonds de 2 000 ouvrages consultables à la bibliothèque des Dominicains du Saulchoir (Paris, 13e) et prochainement intégré au Catalogue collectif de France.
L'association est membre fondateur de la Fédération des Réseaux du Parvis (1999), membre du Réseau européen Église et Liberté, membre de la Coordination française pour le lobby européen des femmes (CLEF) par laquelle elle participe à la commission "Lutte contre les extrémismes religieux", et membre de la Women’s Ordination Worldwide  (WOW).

## Histoire
Le «  Groupement international  Femmes et Hommes dans l’Église » s’est constitué à Bruxelles et à Paris en 1970. Il s’est présenté par un premier dossier d’appel aux théologiens réunis par le colloque de la revue Concilium à Bruxelles en septembre 1970.

### Fonds d'archive
- Les archives de Femmes et Hommes en Église sont au 68 rue de Babylone à Paris
- Tous les bulletins FHE publiés entre 1980 et 1998 sont téléchargeables sur le site de FHEDLES
- Unité de recherche et de documentation Genre en Christianisme, Bibliothèque du Saulchoir, 43 bis rue de la Glacière, Paris 13°.
- Le fonds du "Centre Femmes et Christianisme", créé en 1984 par Femmes et hommes en Église et hébergé par l'Institut Catholique de Lyon, hébergé de 2006 à 2010 au Centre Louise Labé de l'Université Lyon II Lumière.